# 岑春蓂
岑春蓂（1868年—1944年），字尧阶，又字瑞陶，号馥庄。广西西林县人。岑毓英之子，岑春煊之弟，清末政治、军事人物。

## 生平
1906年八月出任湖南巡抚。任內由於湖南糧食價格飆升，導致1910年三月出現长沙抢米风潮以及民變，民眾衝擊巡撫衙門，岑春蓂逃走，最終被朝廷撤職。